# Roland Thomas

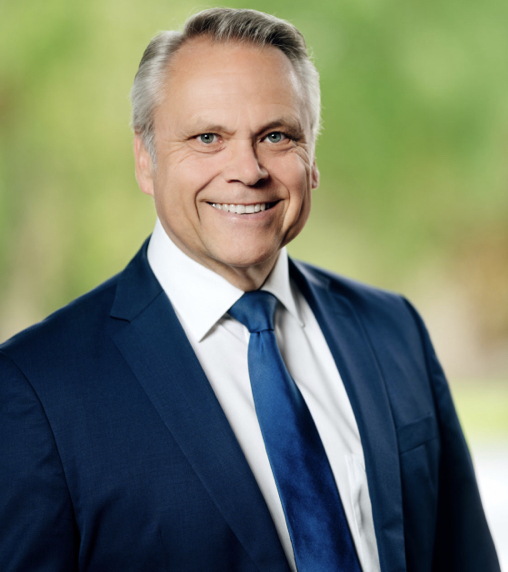
Roland Thomas

Roland Thomas (* 1962 in Ascheberg) ist ein deutscher Politiker (SPD). Er war von 2015 bis 2020 Bürgermeister der Stadt Bad Salzuflen.

## Leben
Geboren wurde Thomas im Jahr 1962 im Münsterland. Dort besuchte er auch die Schule und studierte in den 1980er Jahren an der Universität in Münster Jura, Publizistik, Politik und Geschichte.
Thomas leistete Zivildienst als Pfleger in einem Altenheim ab. Eine langjährige Nebentätigkeit in einem psychiatrischen Krankenhaus und seine Hilfstätigkeit für den DRK-Blutspendedienst schlossen sich an. 
Nach seinem ersten juristischen Staatsexamen kam er zum Referendariat nach Bielefeld und promovierte im Jahr 2018 zum Doktor der Rechtswissenschaft. Die Dissertation, die auf der Beratungserfahrung in diesem Rechtsbereich von über 20 Jahren als Fachreferent im Städte- und Gemeindebund beruht, enthält einen konkreten Gesetzesvorschlag für das Kommunalabgabengesetz des Landes Nordrhein-Westfalen (KAG), der sowohl eine erträgliche Beitragsbelastung der erschlossenen Anliegern, eine transparente Bürgerbeteiligung und Mitwirkungsmöglichkeiten auf der einen wie auch eine gesicherte Finanzausstattung der Kommunen auf der anderen Seite ermöglicht. Im aktuellen KAG in Nordrhein-Westfalen sind einige der Vorschläge, insbesondere zur Bürgerbeteiligung, realisiert worden.
Beruflich war er 23 Jahre beim Städte- und Gemeindebund NRW in Düsseldorf tätig. Dort war er u. a. zuständig für die Bereiche Straßen- und Verkehrsrecht und -politik, Wirtschaft- und Strukturpolitik sowie Post und Telekommunikation.
Im Jahr 2015 stellte er sich zur Bürgermeisterwahl in Bad Salzuflen. Am 27. September 2015 wurde er zum Bürgermeister der Stadt Bad Salzuflen gewählt. Sein Amt trat er am 21. Oktober 2015 an. Bei der Kommunalwahl 2020 stellte er sich zur Wiederwahl, welche er gegen Dirk Tolkemitt (CDU) verlor.
Seit April 2021 ist er als Rechtsanwalt in der Beratung und Fortbildung von kommunalen Mitarbeitern tätig.

## Privates
Thomas ist verheiratet und hat zwei Kinder.